# ナターシャ・ベディングフィールド
ナターシャ・ベディングフィールド (英語: Natasha Bedingfield, 1981年11月26日 - ) は、イギリス・イングランド・ロンドン出身の女性ポップス歌手である。兄は同じく歌手のダニエル・ベディングフィールドである。

## 来歴
両親はニュージーランド生まれ。プロとしてソロデビューする以前は、兄のダニエル、妹のニコラと共にクリスチャン崇拝バンド「DNAアルゴリズム」のメンバーだった。
2004年5月、「シングル」 (Single) が全英シングルチャートで3位、続いて同年8月には「ジーズ・ワーズ」 (These Words) が全英1位にランクインされた。更には同年9月発売（日本では同年10月20日に発売）のアルバム「アンリトゥン」 (Unwritten) も全英1位になった。また、その年イギリスで最もヒットしたといわれる、バンド・エイド20の「ドゥ・ゼイ・ノウ・イッツ・クリスマス?」 (Do They Know It's Christmas?) の歌唱にも参加した。

## ディスコグラフィ

### アルバム
- Unwritten （2004）
- N.B./ Pocketful of Sunshine （2007）
- Strip Me / Strip Me Away （2010）
- Roll with Me (2019)

### シングル
- Single （2004）
- These Words （2004）
- Unwritten （2004）
- I Bruise Easily （2005）
- Soulmate （2007）
- I Wanna Have Your Babies （2007）
- Love Like This 客演 ショーン・キングストン （2007）
- Say It Again 客演 アダム・レヴィーン （2007）
- Pocketful of Sunshine （2008）
- Angel （2008）
- Touch （2010）
- Strip Me （2010）
- Shake Up Christmas （2011）